# رالينيس توفار
رالينيس توفار (ولدت في كاراكاس) قاضية من فنزويلا، وقعت في عام 2014 مذكرة توقيف ضد زعيم المعارضة ليوبولدو لوبيز. في عام 2017 أعلنت رالينيس أنها تعرضت للتهديد للتوقيع على مذكرة التوقيف.

## الحياة المهنية
عملت توفار كقاضي لمدة سبعة عشر عامًا في كاراكاس. في 12 فبراير 2014 أثناء الاحتجاجات في فنزويلا أصدرت توفار قاضي المحكمة السادسة عشرة في وظائف المراقبة مذكرة توقيف بحق زعيم المعارضة ليوبولدو لوبيز بتهم تضمنت "التحريض على ارتكاب جرائم والترهيب العلني وإشعال النيران في مبنى عام وإتلاف الممتلكات العامة والقتل والتسبب في الإصابات الخطيرة والتحريض على الاضطرابات والإرهاب.
وفرت القاضي بعد ذلك من البلاد. بعد احتجاجات عام 2017 في فنزويلا نظمت منظمة الدول الأمريكية سلسلة من جلسات الاستماع العامة حول الجرائم المحتملة ضد الإنسانية المرتكبة في البلاد. في الجلسة الثالثة لجلسات الاستماع تدخلت توفار عمليًا من كندا وصرحت أنه في عام 2014 عندما كانت في شك سألها أحد المسؤولين العسكريين «هل تريدين نوعًا ما أن تصبحي قاضية ثانية لوردس أفيوني؟» وأنها وقعت على مذكرة توقيف ليوبولدو لأنها شعرت بالخوف.